# Giorgio Baldi
Giorgio Baldi (Avezzano, 22 febbraio 1946 – ...) è stato un arbitro di calcio italiano.

## Carriera
Di origini abruzzesi, per la sezione romana della C.A.I. che è la Commissione Arbitri Interregionale ha diretto dal 1976 al 1980 nelle serie minori.
Il salto in Serie B lo compie a Genova l'8 giugno 1980, nell'ultimo turno del campionato cadetto dirigendo Sampdoria-Bari (2-0). Dirige nella seconda serie per sette stagioni, con 59 presenze.
Inizia ad arbitrare in Serie A ad Ascoli Piceno il 13 maggio 1984 con la direzione di Ascoli-Sampdoria (0-1). In 3 stagioni dirige 13 gare della massima serie, l'ultima delle quali a Verona il 1º marzo 1987, precisamente Verona-Udinese (3-1).
Da arbitro è passato a dirigente arbitrale, dal 1997 al 2005 è stato il presidente della sezione romana dell'AIA.
Nel 2017 ha ricevuto il "Premio Presidenza AIA", un riconoscimento onorifico per gli arbitri che hanno raggiunto i 50 anni di Tessera.